# Ghodagaun
Ghodagaun (nep. घोडागाउँ) – gaun wikas samiti w zachodniej części Nepalu w strefie Rapti w dystrykcie Rolpa. Według nepalskiego spisu powszechnego z 2011 roku liczył on 685 gospodarstw domowych i 3205 mieszkańców (1826 kobiet i 1379 mężczyzn).